# Sông Bình
Sông Bình là một xã thuộc huyện Bắc Bình, tỉnh Bình Thuận, Việt Nam.

## Địa lý
Xã Sông Bình có vị trí địa lý:
- Phía đông giáp thị trấn Lương Sơn
- Phía tây và phía nam giáp xã Sông Luỹ
- Phía bắc giáp xã Phan Sơn và xã Phan Lâm.

Xã Sông Bình có diện tích 124,45 km², dân số năm 2007 là 4.004 người, mật độ dân số đạt 32 người/km².

## Hành chính
Xã gồm các thôn: Láng Xéo, Tân Hòa, Đá Trắng, Lán Xạn

## Lịch sử
Xã Sông Bình được thành lập ngày 18 tháng 7 năm 2003 trên cơ sở 5.665,29 ha diện tích tự nhiên và 3.132 nhân khẩu của xã Sông Lũy; 803,99 ha diện tích tự nhiên của xã Lương Sơn.
Xã Sông Bình có 6.469,28 ha diện tích tự nhiên và 3.132 nhân khẩu.
Ngày 19 tháng 12 năm 2019, Hội đồng Nhân dân tỉnh Bình Thuận ban hành Nghị quyết 96/NQ-HĐND về việc:
- Sáp nhập hai thôn Hồng Thanh và Hồng Thịnh thành thôn Thanh Thịnh
- Sáp nhập hai thôn Cầu Vượt và Hòn Mốc thành thôn Thanh Bình
- Sáp nhập hai thôn Láng Xéo và Bình Phụ thành thôn Tân Bình
- Sáp nhập hai thôn Sông Bằng và Đá Trắng thành thôn Tân Sơn.